# Сефевидский Дагестан
Вела́ят Дагеста́н (перс. ولایت داغستان‎) — провинция (велаят) империи Сефевидов, сосредоточенной на территории современной Республики Дагестан (Северный Кавказ, Россия). 

## История
Сефевидский контроль можно условно разделить на две области. Районы в Южном Дагестане, среди которых Дербент, управлялись официальными лицами, которые входили в правящий класс Сефевидов. Более северные и западные районы, где существовали различные дагестанские княжества и феодальные территории, которые управлялись различными местными династиями под сефевидским сюзеренитетом. Наиболее важными из этих правителей были Казикумухский шамхал и правитель Кара-Кайтага, имеющий наследственное название уцмий, расположенного на берегу Каспийского моря. Небольшое Эндиреевское княжество, расположенное к югу от Терека, образовало своего рода «буферное государство» к северу. В источниках того времени его население обычно упоминается как «лезгины».
Царь Сефевидов (шах) назначал самого шамхала, но кандидат всегда должен был быть из местных князей. Согласно Энгельберту Кемпферу, шамхал также обладал титулом вали (то есть наместником), но «только как почётный». Фат-Али Хан Дагестани, член семьи Казикумухского шамхала, стал одним из самых влиятельных людей в государстве Сефевидов.
Хотя шамхал и уцмий пытались варьировать между сефевидами, османами и русскими, но в большинстве случаев они были подчиненными Сефевидов. С 1606 по 1719 год, уцмий платил дань своим повелителям Сефевидам, в то время как шамхалы делали это с 1636 по 1719 год.
В 1609 году в Кайтагском уцмийстве к власти пришёл Рустам-хан, убив своего старшего брата, который был в подданстве Сефевидов, и начал антииранское восстание. 
В 1611—1612 годах персидские войска во главе с Юсуп-ханом вторглись на территории верхнедаргинцев, помогая Гирею Тарковскому удержать даргинцев в составе шамхальства. Войска Юсуп-хана и Гирея Тарковского потерпели поражение, потеряв убитыми 2 тысячи человек, даргинцы же потеряли 4400 человек убитыми, оказавшись разбитыми, о чём сохранилась надпись на надмогильной плите на кладбище с. Шукты Акушинского района, но они отстояли независимость. Поход повторился в 1613-1614 годах, но также проигрышно.  
В это же время кровопролитные сражения против сефевидов охватили и Кайтаг. В период правления Рустам-хана (1609—1646) Кайтаг был свободен от Сефевидов вплоть до междоусобицы в Кайтаге 1645-1646 годов, когда шахский ставленник — племянник Рустам-хана — Амирхан-Султан пришел к власти. Но и он вскоре в 1659 участвовал в восстании против империи, которое после многих сражений закончилось при правлении уцмий Уллубия тем, что шах не смог сместить неугодного уцмия и удовлетворившись формальным выражением покорности ему. Правление уцмия Али-Султана (1670—1696) также характеризовалось политикой независимости уцмийства и военных действий против Ирана.
Во время русско-персидской войны 1651—1653 гг. совместный ирано-кумыкский поход  Сефевидов привел к разрушению русской крепости на иранской стороне Терека и изгнанию её гарнизона. После того, как проблема с русскими была решена, тогдашний царь Сефевидов Аббас II (р. 1642—1666) приказал «мастеру охоты» (мир шекар-баши) Аллахверди-хану построить новые крепости в Дагестане в целях обеспечения поселения кизилбашских воинов. Однако, это привело к недовольству среди дагестанских племён. Затем Аббас II попытался подчинить дагестанских вассальных правителей юрисдикции Сефевидского правителя Ширвана Хаджи Манучехра Хана. Когда эти усилия оказались безуспешными, Сефевиды послали сильную 30 000 армию, которая победила силы дагестанских племён. Тем не менее, результатом было «статус-кво анте». Сефевидские правители позволили своему подданному, шамхалу, восстановить свой пост местного правителя, тогда как шамхал послал сына Гол-Мехр-Бека в качестве заложника в столицу Сефевидов Исфахан.
В 1659 году в провинцию Дагестан была отправлена армия Сефевидов, в состав которой входили 2000 мушкетеров (тофангчи), артиллеристов (тупчи), их артиллерийская батарея (туп-хане) во главе с тупчи-баши-е ёло Али-голи Бегом. В Дагестане вспыхнуло антииранское восстание, которое организовал шамхал Сурхай III. В 1668 году провинция была атакована казаком Степаном Разиным и его людьми.
К концу 1710-х годов империя Сефевидов находилась в состоянии сильного упадка, и в приграничных районах возникли серьёзные проблемы. Среди них была проблема, связанная с шамхалом Тарков. В течение многих лет Сефевиды не выплачивали ему жалование. Когда Тарковский шамхал попросил правительственных войск против России, Сефевидский шах обещал ему 1000 туманов. В результате этого пренебрежения Шамхал Тарков подчинился российской власти в 1717 году, что способствовало вторжению России в Иран через несколько лет. В 1719 году уцмий Кара-Кайтага и шамхал восстали против Сефевидов. В том же году лезгины уже считались угрозой северо-западным регионам. Затем правительство Сефевидов приняло решение отправить главнокомандующего Сефевидов (сепахсалара) Хосайн-коли Хана (Вахтанга VI) в Дагестан для решения этой проблемы. При содействии губернаторов Кахетии и Ширвана главнокомандующий добился значительных успехов в деле усмирения лезгин. Тем не менее первоначально успешная контр-кампания была свернута центральным правительством в критический момент в 1721 году. Приказ, пришедший после падения великого визиря Фатх-Али-хана Дагестани, был сделан по инициативе группировки евнухов в королевском дворце, которая убедила шаха в том, что успешное завершение кампании принесет царству Сефевидов больше вреда, чем пользы. По их мнению, это позволило бы сефевидскому вали Хосайн-коли-хану сформировать альянс с Россией с целью завоевания Ирана. Оставленная без поддержки столица Ширванской провинции Шамахы была захвачена 15 000 лезгин во главе с Хаджи-Давуд-беком, которым помогал шамхал Сурхай Хан. Шиитское население города было убито, а городи разграблен.
В 1722 году Российская империя извлекла выгоду из хаоса и нестабильности в Сефевидском государстве и аннексировала морские районы провинции, включая Дербент.
После того, как власть Сефевидов была восстановлена в 1729 году Надиром-Коли Бегом (позже известным как Надир Шах) в ходе одного из своих своих дагестанских походов, Надир также восстановил иранскую гегемонию в этом регионе. В 1735 году он заключил Гянджинский договор с русскими, согласно которому они были вынуждены вернуть территории в Дагестане, которые были взяты Петром I в 1722—1723 годах. Он также проводил военные кампании в Дагестане, которые вновь подчинили дагестанские племена, и победил хана Сурхай Хана, который ранее восстал против гегемонии Сефевидов. Другой вождь дагестанцев, Ахмед-хан, послал Надир Шаху двух своих дочерей и сына, как аманат и жест подчинения.

## Комментарии
1. ↑  «Кара-Кайтак» иногда также просто называют «Кайтаг»[5]
2. ↑  Тупчи-баши-е-ёло в этом контексте относится к местному тупчи-баши, который всегда был подчинен верховному тупчи-баши[19]